# Dröda
Dröda ist ein Ortsteil der Gemeinde Weischlitz im Vogtlandkreis in Sachsen. Er wurde am 1. Januar 1999 nach Burgstein eingemeindet, mit dem er am 1. Januar 2011 zur Großgemeinde Weischlitz kam.

## Geographie

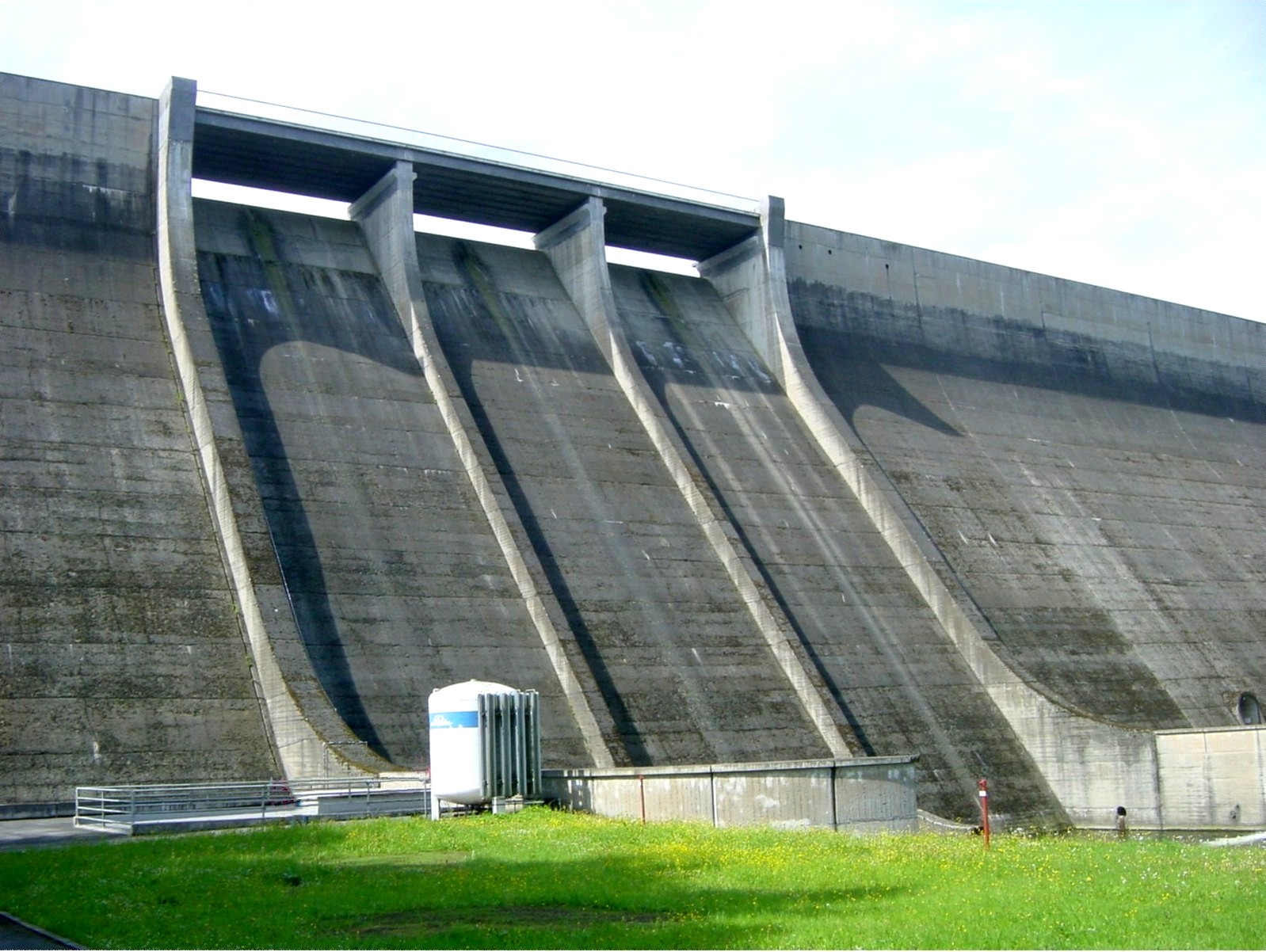
Staumauer der Talsperre Dröda

### Lage und Verkehr
Dröda ist ein Platzdorf mit Zeilendorfteil in waldhufenähnlicher Block- und Streifenflur und liegt am südöstlichen Rand der Gemeinde Weischlitz. Der Ort liegt einen Kilometer nördlich unterhalb der Talsperre Dröda auf einer Höhe von 401 m ü. NN. Durch den Ort fließt der Feilebach. Dieser speist zunächst die Talsperre, bevor er im Ort von rechts den Bobenneukirchener Lohbach aufnimmt und drei Kilometer nördlich von links in die Weiße Elster mündet. Dröda befindet sich im Westen des Vogtlandkreises und im sächsischen Teil des historischen Vogtlands. Geografisch liegt der Ort im Zentrum des Naturraums Vogtland (Mittelvogtländisches Kuppenland).
Durch Dröda führt die Staatsstraße 310 zur Bundesautobahn 72, die nördlich des Orts liegt.
Der Ort ist mit der vertakteten RufBus-Linie 54 des Verkehrsverbunds Vogtland an Oelsnitz und Wiedersberg angebunden.

### Nachbarorte
Dröda wird umgeben von zwei weiteren Ortsteilen dieser Gemeinde und drei Ortsteilen der Gemeinde Bösenbrunn.
|                                       | Pirk                                        |                                  |
| Großzöbern mit Kleinzöbern            | Kompassrose, die auf Nachbargemeinden zeigt | Bösenbrunn (Gemeinde Bösenbrunn) |
| Flur Dechengrün (Gemeinde Bösenbrunn) | Bobenneukirchen (Gemeinde Bösenbrunn)       |                                  |

## Geschichte

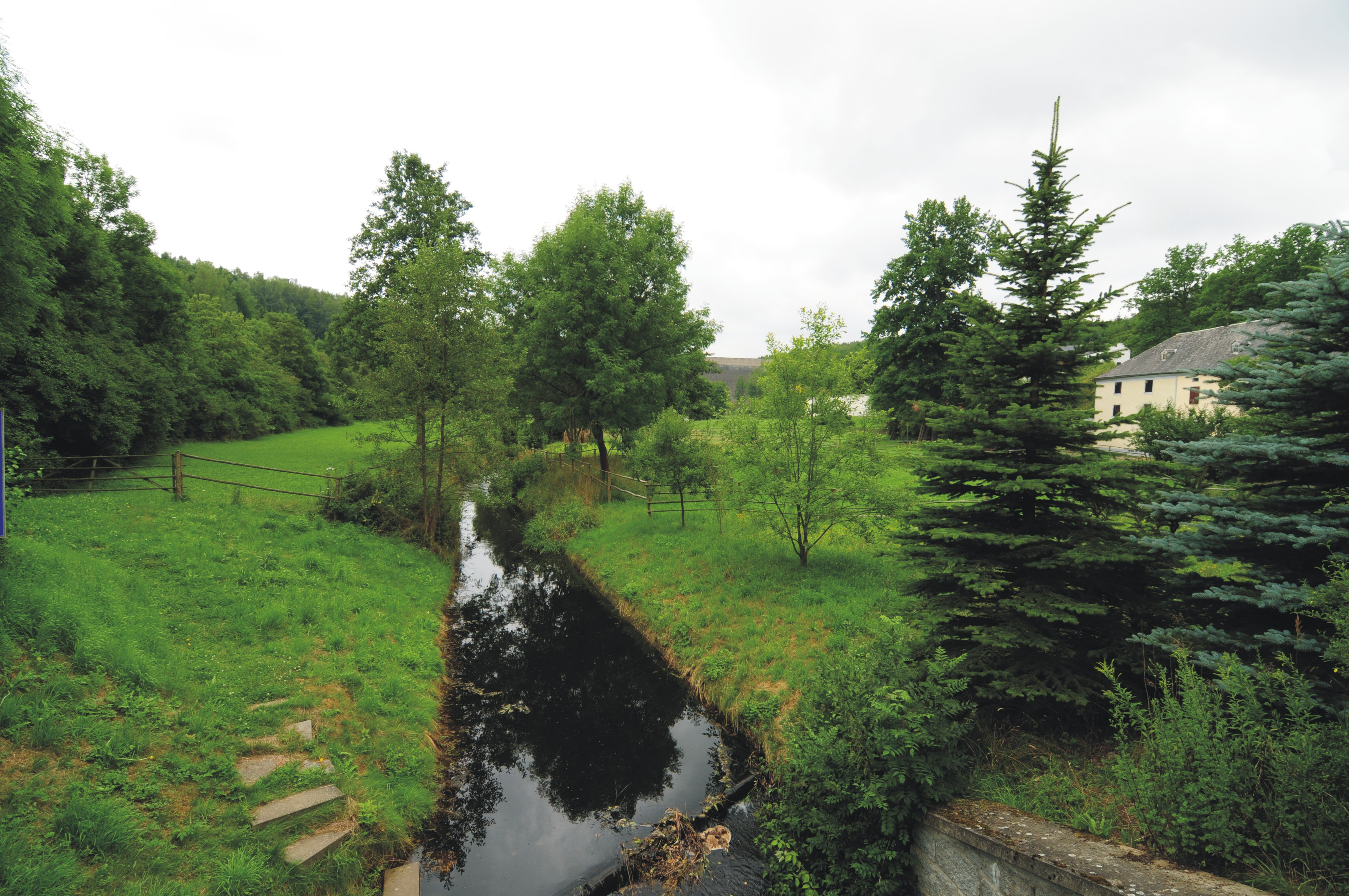
Feilebach in Dröda

Die erste urkundliche Erwähnung von Dröda erfolgte im Jahr 1328 als „zu der Ode“. Dies kommt aus dem Mittelhochdeutschen und hat die Bedeutung „der Ort in der Einöde“ im unbebauten Grund. Bereits im 14. Jahrhundert existierte in dem Ort eine Wasserburg, die im Jahr 1403 von den Rittern von Raschau an Bernhard von Weischlitz verkauft wurde.  In der Folgezeit war sie ab 1450 im Besitz von Apel von Tettau, ab 1556 von Jobst Heinrich von Watzdorf und danach von Christoph von Reitzenstein. Der seit 1606 als Rittergut bezeichnete Herrensitz gelangte nach mehreren Besitzerwechseln Mitte des 19. Jahrhunderts an die Familie Tropitzsch. Im Jahre 1812 erreichten Napoleons Truppen auch den Ort Dröda und fügten dort mit Brandschatzung und Plünderung der Bevölkerung großen Schaden zu.
Bezüglich der Grundherrschaft gehörte Dröda bis 1856 zeitweise anteilig zu den Rittergütern Dröda, Geilsdorf, Leubnitz und Pirk-Türbel. Dröda lag bis 1856 im kursächsischen bzw. königlich-sächsischen Amt Voigtsberg. 1856 wurde der Ort dem Gerichtsamt Oelsnitz und 1875 der Amtshauptmannschaft Oelsnitz angegliedert. Bereits um 1456 besaß Dröda eine Kirche. Das Gotteshaus aus den Jahren 1674/1675 wurde durch einen Brand am 19. April 1885 zerstört. Die heutige Kirche entstand als einschiffiger neugotischer Bau mit spitzem Westturm in den Jahren 1886/1887. Im Zuge der Bodenreform in der Sowjetischen Besatzungszone ab 1945 wurde das Rittergut Dröda enteignet. Der Abriss des Herrenhauses erfolgte in den Jahren 1948/1949. Von der ursprünglichen Wasserburg, dem Alten Schloss, blieben lediglich eine ummauerte Burginsel, Graben und Tonnengewölbe erhalten. Unmittelbar am Teich des einstigen Rittergutes befinden sich 3 Griebenherde aus Granit, deren Restauration im Jahr 1973 erfolgte.
Durch die zweite Kreisreform in der DDR kam die Gemeinde Dröda im Jahr 1952 zum Kreis Oelsnitz im Bezirk Chemnitz (1953 in Bezirk Karl-Marx-Stadt umbenannt). Zwischen 1964 und 1971 erfolgte der Bau der Talsperre Dröda südwestlich des Orts durch Anstauung des Feilebachs. Beim Bau der Talsperre wurden die Nachbarorte Ramoldsreuth und Dechengrün vollständig und einige Häuser von Dröda abgebrochen, welche ebenso wie die Talsperre im 5-km-Sperrgebiet der damaligen innerdeutschen Grenze lagen.
Dröda kam im Jahr 1990 zum sächsischen Landkreis Oelsnitz, der 1996 im Vogtlandkreis aufging. Am 1. Januar 1999 erfolgte die Eingemeindung in die Gemeinde Burgstein, die wiederum am 1. Januar 2011 in die Großgemeinde Weischlitz eingegliedert wurde.

### Ortsnamensformen  und Namensherkunft
- 1328 „zu der Ode“ (erste urkundliche Erwähnung)
- 1378 „Oede“
- 1482 „Zur Droda“
- 1542 „Odehe“
- 1583 „Trödaw“ (Trödau)

Dröda kommt von dem Wort Oede und bedeutet so viel wie der Ort der Einöde.

### Entwicklung der Einwohnerzahl
| Jahr | Einwohnerzahl                            |
| ---- | ---------------------------------------- |
| 1557 | 9 besessene Mann                         |
| 1764 | 12 besessene Mann, 1 Hufe je 30 Scheffel |
| 1834 | 238                                      |
| 1871 | 316                                      |
| 1890 | 251                                      |
| 1910 | 258                                      |

| Jahr | Einwohnerzahl |
| ---- | ------------- |
| 1925 | 265           |
| 1939 | 258           |
| 1946 | 325           |
| 1950 | 299           |
| 1964 | 247           |
| 1990 | 243           |

| Jahr | Einwohnerzahl |
| ---- | ------------- |
| 1991 | 235           |
| 1992 | 230           |
| 1993 | 224           |
| 1994 | 216           |
| 1995 | 206           |
| 1996 | 218           |

| Jahr | Einwohnerzahl |
| ---- | ------------- |
| 1997 | 223           |
| 1998 | 217           |

### Namensherkunft
Dröda kommt von dem Wort Oede und bedeutet so viel wie der Ort der Einöde.